# Várkonyi Andrea (színművész)
Várkonyi Andrea (Budapest, 1979. május 12. – 2018. május 6.) színésznő. Édesapja Várkonyi András színművész. 2004-től haláláig a Győri Nemzeti Színház tagja volt. Színházi szerepei mellett rendszeresen szinkronizált.

## Életpályája
1993–1998 között a Budapesti Pedagógiai Szakközépiskolában tanult. 1994–1995 között az Aranytíz Musical Stúdió növendéke volt, 1998-ban elvégezte a Budapesti Operettszínház mesterkurzusát. 2000–2004 között a Békés Megyei Jókai Színház, 2004-től a Győri Nemzeti Színház tagja volt. 2006-ban elvégezte a Tessedik Sámuel Főiskola Pedagógiai Főiskolai Karának tanító szakát Szarvason. 2007-ben Plásztán Anett és Czakó Ádám színművészekkel megalapította a 2 Szoknya 1 Nadrág Társulatot. Előadásaikkal – kőszínházi munkáik mellett, többnyire együtt, alkalmanként meghívott vendégművészekkel kiegészülve – országszerte felléptek.

## Fontosabb színházi szerepei
- 2001: A tündérlaki lányok (Róza)
- 2002: Sztárcsinálók (Méregkeverő. Fortunata), Szupermancs (Bori), A kör négyszögesítése (Ludmilla)
- 2003: Pletyka (Chris Gorman)
- 2004: Diótörő (Nesztelen)
- 2005: Sógornők (Lise Paquette), A vöröslámpás ház (Elza)
- 2006: Rongyláb/ Footloose (Wendy Jo), Anconai szerelmesek (Lucia)
- 2007: Nana (Madame Muffat)
- 2007: Rákfene (Pipiske)

## Szinkron

### Film szinkronszerepei
- Kész katasztrófa (Trainwreck) (2015)
- Szilícium-völgy - II/3. rész: Rossz pénz (Silicon Valley: Bad Money) (2015) Kara Swisher - Kara Swisher
- A szürke ötven árnyalata (Fifty Shades of Grey) (2015)
- Batman Superman ellen – Az igazság hajnala (Batman v Superman: Dawn of Justice) (2016)
- Doctor Strange (Doctor Strange) (2016) Dr. Garrison - Sarah Malin
- Pénzes cápa (Money Monster) (2016)
- Vándorsólyom kisasszony különleges gyermekei (Miss Peregrine's Home for Peculiar Children) (2016) Miss Edwards - Helen Day; Judy néni - Brooke Jaye Taylor

### Sorozat szinkronszerepei
- Firefly – Kaylee Frye – Jewel Staite
- Kuzey Güney – Tűz és víz – Szeren
- Tiszta szívvel - Josefina de Icaza de Peñalver y Beristáin - Mariana Levy
- Álom és szerelem: Inga Lindström (Inga Lindström) (2009) VII/2. rész: Nyári hold (Sommermond) – Lilli (Brigitte Zeh)

### Rajzfilmsorozat szinkronszerepei
- Viharsólymok – Dudás (Chiara Zanni)
- Miraculous – Katicabogár és Fekete Macska kalandjai – II/3. rész: Sötét Mancs (Despair Bear) – Caline Bustier (Dorothy Fahn)

### Rajzfilm szinkronszerepei
- My Little Pony: Equestria Girls – Filmvarázs – Chestnut Magnifico (Kira Tozer)